# Avonni
Avonni (inversión de la palabra "innova") es el Premio Nacional de Innovación de Chile, creado en 2007 por la Fundación Foro Innovación el año 2007 con el apoyo del Ministerio de Economía y Televisión Nacional de Chile.
AVONNI premia a distintas organizaciones por su innovación en 16 categorías: Alimentación, Ciudad Nueva, Diseño, Educación, Emprendimiento Social, Energía, Innovación en Servicios, Innovación Industrial, Innovación Pública, Medio Ambiente, Minería y Metalurgia, Recursos Naturales, Salud, Cultura y TIC.
Entre los premiados se encuentran el arquitecto Alejandro Aravena y la empresa de educación Poliglota.